# Jonathan Vergara Berrio
Jonathan Vergara Berrio (Doetinchem, 9 januari 1999) is een Nederlands voetballer die als middenvelder voor GVVV speelt.

## Carrière
Jonathan Vergara Berrio speelde in de jeugd van VV VIOD en De Graafschap, waar hij in 2019 een contract tot medio 2021 tekende. Van 2016 tot 2018 speelde hij met Jong De Graafschap in de Derde divisie Zondag, en nadat dit team werd teruggetrokken uit de voetbalpiramide bleef hij in dit team actief in de Beloftencompetitie. In het seizoen 2018/19 zat Vergara Berrio voor het eerst bij de selectie van het eerste elftal van De Graafschap, maar debuteerde pas het seizoen erna. Dit gebeurde op 28 februari 2020, in de met 5-1 gewonnen thuiswedstrijd tegen Jong AZ. Hij kwam in de 69e minuut in het veld voor Stefan Nijland.
In februari 2022 werd er door De Graafschap formeel ontslag aangevraagd voor Vergara Berrio net als voor Van de Pavert, Van Heertum en reserve doelman Van Dam. Hierna zette hij zijn loopbaan verder bij GVVV dat uitkomt in de Derde divisie.

### Statistieken
| Seizoen                      | Club               | Land           | Competitie           | Competitie | Competitie | Beker | Beker | Totaal | Totaal |
| Seizoen                      | Club               | Land           | Competitie           | Wed.       | Dlp.       | Wed.  | Dlp.  | Wed.   | Dlp.   |
| ---------------------------- | ------------------ | -------------- | -------------------- | ---------- | ---------- | ----- | ----- | ------ | ------ |
| 2016/17                      | Jong De Graafschap | Nederland      | Derde divisie Zondag | 2          | 0          | –     | –     | 2      | 0      |
| 2017/18                      | Jong De Graafschap | Nederland      | Derde divisie Zondag | 1          | 0          | –     | –     | 1      | 0      |
| 2018/19                      | De Graafschap      | Nederland      | Eredivisie           | 0          | 0          | 0     | 0     | 0      | 0      |
| 2019/20                      | De Graafschap      | Nederland      | Eerste divisie       | 1          | 0          | 0     | 0     | 1      | 0      |
| 2021/22                      | De Graafschap      | Nederland      | Eerste divisie       | 13         | 0          | 0     | 0     | 13     | 0      |
| 2022/23                      | GVVV               | Nederland      | Derde divisie        | -          | -          | -     | -     | -      | -      |
| Carrièretotaal               | Carrièretotaal     | Carrièretotaal | Carrièretotaal       | 17         | 0          | 0     | 0     | 17     | 0      |
| Bijgewerkt op 9 januari 2023 |                    |                |                      |            |            |       |       |        |        |